# Абма
Абма, или апма, — язык центрального острова Пентекост в Вануату. Абма принадлежит к языкам Восточного Вануату. Имеет 7800 родных носителей (в 2000 году), абма является самым широко распространённым из родных языков Пентакоста и пятым среди родных языков в Вануату.
В XX веке Нацией Турага была разработана письменность авоиули, применяющаяся для абма и других языков Вануату.

## Происхождение языка
Как и другие языки Пентекоста, Апма назван в честь местного слова «что» или «что-то». Некоторые лингвисты изучающие язык АПМА, считают, что звук «П» является аллофоном звука «Б», и, таким образом, можно выговаривать название языка AБMA . Однако такая интерпретация фонологии языка оспаривается, и локально апма является предпочтительным написанием.

## Диалекты
Современный абма имеет три чётких диалекта: суру мверани (южный) — самый широко разговорный диалект. Также есть суру рабванга (северный) и суру кавиан (северный, самый маленький диалект).

## Фонология
В Апма присутствуют 6 гласных звуков:
|         | Передний | Средний | Задний |
| ------- | -------- | ------- | ------ |
| Верхний | i iː yː  |         | u uː   |
| Средний | e eː     |         | o oː   |
| Нижний  |          | а аː    |        |

## Документация
Заметки о грамматике и лексике языка апма были впервые сделаны католическими миссионерами в Мелсисии в начале XX века.